# Volgograjska oblast
Volgograjska oblast (rusko Волгогра́дская о́бласть) je oblast v Rusiji v Južnem federalnem okrožju. Na severu in vzhodu meji na Saratovsko oblastjo (29,9 % meje), na jugovzhodu na Kazahstan (9,7 %), na jugu na Astrahansko oblast (11,4 %) in republiko Kalmikijo (10,9 %), na vzhodu na Rostovsko oblast (26,8 %) in na severozahodu na Voroneško oblast (11,3 %). Skupna dolžina meje je 2221,9 km. Ustanovljena je bila 5. decembra 1936, ko so Stalingrajski kraj preuredili v Stalingrajsko oblast. 10. novembra 1961 so Stalingrad preimenovali v sedanji Volgograd.